# Dalhems församling, Visby stift
Dalhems församling är en församling i Romaklosters pastorat i Nordertredingens kontrakt i Visby stift i Svenska kyrkan. Församlingen ligger i Gotlands kommun i Gotlands län.

## Administrativ historik
Församlingen har medeltida ursprung. Församlingen utgjorde under medeltiden ett eget pastorat, för att därefter till 1962 vara moderförsamling i pastoratet Dalhem, Ganthem och Halla, som den 1 maj 1921 utökades med Hörsne med Bara församling. Från 1962 till 2006 var församlingen moderförsamling i pastoratet Dalhem, Ganthem, Hörsne med Bara och Ekeby. Församlingarna i pastoratet uppgick 2006 i Dalhems församling, som därefter till 2016 utgjorde ett eget pastorat. Från 2016 ingår församlingen i Romaklosters pastorat. 

## Kyrkor
- Bara ödekyrka
- Dalhems kyrka
- Ekeby kyrka
- Ganthems kyrka
- Hörsne kyrka